# Ken Bones
Ken Bones (Dartford, 11 juni 1947) is een Brits acteur.

## Carrière
Bones begon in 1974 met acteren in het theater, hierna heeft hij nog gespeeld in het theater als lid van het theatergezelschap Royal Shakespeare Company in Stratford-upon-Avon. Zo heeft hij nog gespeeld in onder andere Henry IV, deel 2, Henry V, A Christmas Carol, Hedda Gabler, Antony and Cleopatra, As You Like It, A Midsummer Night's Dream, The Tempest, Othello, Macbeth, The Winter's Tale, Cyrano de Bergerac, Much Ado About Nothing, King Lear en nog vele andere.
Bones begon in 1980 met acteren voor televisie in de televisieserie Fox, waarna hij nog meerdere rollen speelde in televisieseries en films.

## Filmografie

### Films
Uitgezonderd korte films.
- 2021 Resurrection - als Annas
- 2019 Baghdad in My Shadow- als Graham Foster
- 2014 Exodus: Gods and Kings - als Ramses' secretaris
- 2013 Walking with the Enemy - als Samuel Stern
- 2013 The World's End - als herbergier
- 2008 Perfect Hideout - als Roth
- 2007 Too Much Too Young - als sir Reginald Morris
- 2006 Final Contract: Death on Delivery - als Hillman
- 2005 Death Train - als Saratoga
- 2005 Wallis & Edward - als Maitland
- 2005 Brothers of the Head – als Henry Couling
- 2004 Troy - als Hippasus
- 2001 Macbeth - als Banquo
- 1999 The Winter's Tale - als Polixenes (koning van Bohemen)
- 1999 Wing Commander - als admiraal Bill Wilson
- 1997 Police 2020 - als commandant Johnson
- 1995 Cutthroat Island - als Toussant
- 1992 Split Second - als forensisch expert
- 1987 Bellman and True - als Gort
- 1985 Cyrano de Bergerac - als Carbon de Castel Jaloux

### Televisieseries
Uitgezonderd eenmalige gastrollen.
- 2022-2023 Gallifrey - als de Generaal (stem) - 6 afl.
- 2018-2022 A Discovery of Witches - als Sigismund - 7 afl.
- 2019 Queens of Mystery - als Quentin Glover - 2 afl.
- 2018 Versailles - als kardinaal Leto - 5 afl.
- 2016 Medici: Masters of Florence – als Ugo Bencini - 8 afl.
- 2013-2015 Doctor Who – als de generaal (stem) - 3 afl.
- 2015 A.D. The Bible Continues – als Annas - 9 afl.
- 2013-2015 Atlantis – als Melas - 11 afl.
- 2013 Da Vinci's Demons – als de Jood - 3 afl.
- 2012 Upstairs, Downstairs – als Lord Halifax - 4 afl.
- 2011 The Hour – als Wallace Sherwin - 4 afl.
- 2010 Holby City – als William Chase - 4 afl.
- 2010 The Nativity – als rabbijn - 2 afl.
- 2010 Any Human Heart – als mr. Mountstuart - 3 afl.
- 2010 Identity – als Halit Kemal - 2 afl.
- 1987-2009 The Bill – als diverse karakters - 6 afl.
- 2007 Doctors – als Tyrrel - 8 afl.
- 2002 In Deep – als DCI Geary - 2 afl.
- 1988 Jack the Ripper – als Robert James Lees - 2 afl.